# Verena Bechtluft
Verena Bechtluft (* 14. Januar 1986 in Mainz) ist eine deutsche Keglerin. Sie erreichte in ihrer Kegelkarriere mehrere Titel und wurde durch ihre sportliche Leistungen mehrfach geehrt und durfte sich 2004 ins goldene Buch von Flonheim eintragen.
Im Alter von sieben Jahren fing sie im Verein ihrer Eltern, dem ESV Alzey an.
Ab dem Jahr 1998 (Augsburg) war sie mehrmalige Teilnehmerin der Deutschen Meisterschaften.
1999 wurde sie in Markranstädt Dritte Deutsche Meisterin in der B-Jugend.
2001 wechselte Verena zum Bundesligisten TSV Schott Mainz.
Dort bestritt sie bis 2004 40 Bundesligaspiele.
2002 wurde sie mit neuem deutschen Rekord in Ludwigshafen-Oggersheim Deutsche Meisterin in der A-Jugend.
Dieser Erfolg brachte ihr die Aufnahme in die deutsche Nationalmannschaft.
Nach mehreren Lehrgängen hatte sie im Oktober 2003 ihren ersten Länderspieleinsatz in Lubin / Polen. Hier war sie die beste Spielerin.
2003 wurde sie mit der Mannschaft der Tehalit Heltersberg Deutsche Mannschaftsmeisterin der A-Jugend in Sangerhausen.
Im März 2004 wurde sie im Anschluss an ein Länderspiel gegen Slowenien in Ulm in die WM-Mannschaft gewählt.
2004 konnte sie in Viernheim mit der Mannschaft noch einen dritten Platz einfahren und wurde im Einzel nochmals Zweite.
Die Weltmeisterschaft fand im Juni 2004 in Bolesławiec / Polen statt.
Hier wurde sie mit der deutschen Nationalmannschaft 5.
Im Paarkampf, mit ihrer Partnerin Verena Stache, wurde sie Weltmeisterin mit Weltrekord.
In der Einzeldisziplin wurde sie Vizeweltmeisterin und konnte sich mit diesem Ergebnis noch den dritten Platz in der Kombination sichern.
Im Jahr 2004 wechselte sie zum Regionalligisten Blau-Weiß Geldersheim. Seit dieser Saison stieg die erste Damenmannschaft jedes Jahr auf und spielt in der Saison 2007/2008 in der 2. Bundesliga Süd.